# Pensamento sistêmico
O pensamento sistêmico é uma forma de abordagem da realidade que surgiu no século XX, em contraposição ao pensamento "reducionista-mecanicista" herdado dos filósofos da Revolução Científica do século XVII, como Descartes, Francis Bacon e Newton. O pensamento sistêmico não nega a racionalidade científica, mas acredita que ela não oferece parâmetros suficientes para o desenvolvimento humano e para descrição do universo material, e por isso deve ser desenvolvida conjuntamente com a subjetividade das artes e das diversas tradições espirituais. Isto se deve à limitação do método científico e da análise quando aplicadas nos estudos de física subatômica (onde se encontram as forças que compõem todo o universo), biologia, medicina e ciências humanas. É visto como componente do paradigma emergente, que tem como representantes cientistas, pesquisadores, filósofos e intelectuais de vários campos. O pensamento sistêmico inclui a interdisciplinaridade.

## Visão Sistêmica
Visão sistêmica consiste na habilidade em compreender os sistemas de acordo com a abordagem da Teoria Geral dos Sistemas, ou seja, ter o conhecimento do todo, de modo a permitir a análise ou a interferência no mesmo.
A visão sistêmica é formada a partir do conhecimento do conceito e das características dos sistemas.
Visão sistemática é a capacidade de identificar as ligações de fatos particulares do sistema como um todo. Foi desenvolvida a partir da necessidade de explicações complexas exigidas pela ciência.
Mas para entender a visão sistêmica, primeiro precisamos delinear as principais características de um sistema, dentre as quais podemos citar:
- Um sistema é composto por partes;
- Todas as partes de um sistema devem se relacionar de forma direta ou indireta;
- Um sistema é limitado pelo ponto de vista do observador ou um grupo de observadores;
- Um sistema pode abrigar outro sistema;
- Um sistema é vinculado ao tempo e espaço.

## Os paradigmas da ciência tradicional segundo o pensamento "reducionista-mecanicista" e a distinção do paradigma sistêmico emergente

### O pressuposto da simplicidade
1. O pressuposto da simplicidade - a crença em que, separando-se o mundo complexo em partes, encontram-se elementos simples, em que é preciso separar as partes para entender o todo, ou seja, o pressuposto de que "o microscópico é simples". Daí decorrem, entre outras coisas, a atitude de análise e a busca de relações causais lineares.
O pressuposto da simplicidade tira o objeto de estudo dos seus contextos, prejudicando a compreensão das relações entre o objeto e o todo. Esse paradigma também leva à separação dos fenômenos: os físicos dos biológicos, estes dos psicológicos, dos culturais, etc., numa atitude de atomização científica. Faz parte dessa perspectiva também a atitude ou-ou, que, de acordo com a lógica, classifica os objetos, não permitindo que um mesmo objeto pertença a duas categorias diferentes. Além disso, esse pressuposto provoca a compartimentalização do saber, fragmentando o conhecimento em diferentes disciplinas científicas... Dessa forma criam-se os especialistas, aqueles que tem um acesso privilegiado ao conhecimento, estabelecendo-se uma hierarquia do saber.

### O pressuposto da estabilidade
2. O pressuposto da estabilidade - a crença de que o mundo é estável, ou seja, em que o "mundo já é". Ligados a esse pressuposto estão a crença na determinação - com a consequente previsibilidade dos fenômenos - e a crença na reversibilidade - com a consequente controlabilidade dos fenômenos.
O pressuposto da estabilidade leva o cientista a estudar os fenômenos em laboratório, onde pode variar os fatores um de cada vez, exercendo controle sobre as outras variáveis. Assim, ele provoca a natureza para que explicite, sem ambiguidade, as leis a que está submetida, confirmando ou não suas hipóteses. Ao levar o fenômeno para laboratório, excluindo o contexto e a complexidade, focalizando apenas o fenômeno que estava acontecendo, ele exclui a sua história.
A ideia de "leis da natureza" é a mais fundamental da ciência moderna e tem uma conotação legalista, como se a natureza fosse obrigada a seguir leis... Possivelmente isso está ligado a idéias religiosas que concebem um legislador onipotente. 
Dessa forma, principalmente a física concebe o mundo "que já é", e não em processo de ser, recorrendo a sistemas em estado de equilíbrio para estudo. Também por isso a física quântica quebrou velhos paradigmas...
Faz parte desse paradigma o pressuposto da previsibilidade: o que não é previsto com segurança é associado a um conhecimento imperfeito, o que leva a uma redução ainda maior do conhecimento por meio do pressuposto da simplicidade. Por conseguinte, a instabilidade de um sistema é visto como um desvio a corrigir. A idéia da controlabilidade dos fenômenos leva a uma interação do especialista na forma de uma interação instrutiva: a crença de que o comportamento do sistema será determinado pelas instruções que ele receber do ambiente e em que, portanto, poderá ser controlado e previsível.

### O pressuposto da objetividade
3. O pressuposto da objetividade - a crença em que "é possível conhecer objetivamente o mundo tal como ele é na realidade" e a exigência da objetividade como critério de cientificidade. Daí decorrem os esforços para colocar entre parênteses a subjetividade do cientista, para atingir o universo, ou versão única do conhecimento.
No pressuposto da objetividade o cientista posiciona-se "fora da natureza", em posição privilegiada, com uma visão abrangente, procurando discriminar o objetivo do ilusório (suas próprias opiniões ou subjetividade). Daí advém a crença no realismo do universo: o mundo e o que nele acontece é real e existe independente de quem o descreve. Com isso obtemos várias representações da realidade, que ajudaria a descobri-la. E o critério de certeza advém daquelas observações conjuntas e reproduzíveis, onde, coincidindo os registros de observações independentes, mais confiáveis e objetivas são as afirmações. A estatística encontra aí um bom campo de atuação.
O relatório impessoal e as normas de trabalho científico orientam uma linguagem impessoal, "como se a caneta fosse um instrumento para a manifestação de uma verdade anônima"... Na verdade, a linguagem impessoal visa a "mascarar" a linguagem de forma a dar uma impressão de ausência de um sujeito, de um pesquisador, onde uma afirmação pode tomar a forma impessoal para mascarar uma opinião pessoal...
Resumindo: a ciência tradicional procura simplificar o universo (dimensão da simplicidade) para conhecê-lo ou saber como funciona (dimensão da estabilidade), tal como ele é na realidade (dimensão da objetividade).
Isso levou a uma dificuldade tremenda em três áreas científicas, onde podemos classificar, de acordo com Vasconcellos (2003), a adoção dos paradigmas científicos em fácil, tranquilo e difícil:
| Paradigma    | Físicas   | Biológicas            | Humanas               |
| ------------ | --------- | --------------------- | --------------------- |
| simplicidade | tranquilo | difícil               | difícil               |
| estabilidade | tranquilo | especialmente difícil | difícil               |
| objetividade | tranquilo | tranquilo             | especialmente difícil |

O pensamento sistêmico não nega o paradigma científico. Pelo contrário: ele o abarca, colocando-o em confronto com os paradigmas opostos e propondo uma ampliação dos paradigmas existentes.

## O Pensamento sistêmico e a psicologia analítica de Carl Gustav Jung
Muitas críticas à teoria junguiana coincidem com a dificuldade em se aceitar a psicologia como ciência devido aos pressupostos apresentados. O pensamento sistêmico propõe, em contraposição, os paradigmas da complexidade, da instabilidade e da intersubjetividade, que se integram incrivelmente com a psicologia analítica.
O pressuposto da complexidade reconhece que a simplificação obscurece as inter-relações dos fenômenos do universo e de que é imprescindível ver e lidar com a complexidade do mundo em todos os seus níveis. Um exemplo de uma descrição baseada nesse pressuposto é a Sincronicidade, que prevê outras relações, que não são causais, para os eventos do universo. Além disso, a psicologia analítica lida de modo sistêmico com a psique, daí seu homônimo: psicologia complexa, ou profunda.
O pressuposto da instabilidade reconhece que o mundo está em processo de tornar-se, advindo daí a consideração da indeterminação, com a consequente imprevisibilidade, irreversibilidade e incontrolabilidade dos fenômenos. A abordagem orgânica, a homeostase psíquica, e a noção de inconsciente (o que inclui a freudiana), com os seus componentes arquetípicos e complexos são exemplos de abordagem sistêmica da psicologia analítica.
O pressuposto da intersubjetividade reconhece que não existe uma realidade independente de um observador e que o conhecimento científico é uma construção social, em espaços consensuais, por diferentes sujeitos/observadores. Então o cientista trabalha com múltiplas versões da realidade, em diferentes domínios linguísticos de explicações. Os tipos psicológicos junguianos são o que há de mais inovador nesse sentido, tendo inclusive reconhecimento científico tradicional na detecção dos tipos de personalidade.